# Kōhei Morita
Kōhei Morita (jap. 盛田 剛平, Morita Kōhei; * 13. Juli 1976 in der Präfektur Aichi) ist ein ehemaliger japanischer Fußballspieler.

## Karriere
Morita erlernte das Fußballspielen in der Schulmannschaft der Toin Gakuen High School und der Universitätsmannschaft der Komazawa-Universität. Seinen ersten Vertrag unterschrieb er 1999 bei den Urawa Reds. Der Verein spielte in der höchsten Liga des Landes, der J1 League. Am Ende der Saison 1999 stieg der Verein in die J2 League ab. 2000 wurde er mit dem Verein Vizemeister der J2 League. Für den Verein absolvierte er 23 Spiele. 2001 wechselte er zum Erstligisten Cerezo Osaka. Im August 2001 wechselte er zum Zweitligisten Kawasaki Frontale. 2002 wechselte er zum Ligakonkurrenten Omiya Ardija. Für den Verein absolvierte er 63 Spiele. Im August 2004 wechselte er zum Erstligisten Sanfrecce Hiroshima. Am Ende der Saison 2007 stieg der Verein in die J2 League ab. 2008 wurde er mit dem Verein Meister der J2 League und stieg wieder in die J1 League auf. Für den Verein absolvierte er 105 Spiele. 2012 wechselte er zum Zweitligisten Ventforet Kofu. 2012 wurde er mit dem Verein Meister der J2 League und stieg in die J1 League auf. Für den Verein absolvierte er 86 Spiele. 2017 wechselte er zum Zweitligisten Thespakusatsu Gunma. Ende 2017 beendete er seine Karriere als Fußballspieler.

## Erfolge
Cerezo Osaka
- Kaiserpokal

Finalist: 2001
Sanfrecce Hiroshima
- J.League Cup

Finalist: 2010
- Kaiserpokal

Finalist: 2007